# Udobne
Udobne  (ucraniano: Удобне) es una localidad del Raión de Odesa en el Óblast de Odesa de Ucrania. Según el censo de 2001, tiene una población de 1947 habitantes.